# Anikó Meksz
Dans le nom hongrois Meksz Anikó, le nom de famille précède le prénom, mais cet article utilise l’ordre habituel en français Anikó Meksz, où le prénom précède le nom.
Anikó Meksz, née le 18 juin 1965 à Szekszárd, est une ancienne handballeuse hongroise, évoluant au poste de gardienne de but. 
Vice-championne du monde en 1995 puis médaillée de bronze aux Jeux olympiques d'Atlanta en 1996, elle choisit en 1996 de rejoindre la France et plus particulièrement l'AS Bondy puis Alfortville trois ans plus tard.

## Palmarès

### Sélection nationale
Jeux olympiques
- Médaille de bronze aux Jeux olympiques d'été de 1996 à Atlanta

Championnat du monde
- Médaille d'argent au Championnat du monde 1995
- 7e place au Championnat du monde 1993
- 9e place au Championnat du monde 1999

Championnat d'Europe
- 4e place au Championnat d'Europe 1994
- 10e place au Championnat d'Europe 1996

### Club
Compétitions internationales
- Vainqueur de la Coupe des coupes en 1995

Compétitions internationales
- Finaliste de la Coupe de Hongrie (1) : 1994